# Маига, Усман Иссуфи
Усман Иссуфи Маига (родился в 1945 или 1946 году в Гао) — малийский политик, премьер-министр Мали с 2004 по 2007 год. Ранее Маига также занимал несколько министерских должностей в предыдущих правительствах.

## Биография
Маига родился около Гао, на севере Мали. Он получил начальное образование в Гао и Ансонго, затем поступил в среднюю школу Делафосе в Дакаре, а затем — в техническую среднюю школу Бамако. Он учился на экономическом факультете в Киевском университете, получив степень магистра в 1970 году. Затем он продолжил обучение в Американском университете в Вашингтоне, где окончил факультет банковского дела и финансов. Он работал во Всемирном банке и в Министерстве финансов Франции, где был помощником директора автономного фонда финансирования задолженности.
После отстранения от власти Мусы Траоре в марте 1991 года Маига стал генеральным контролёром в переходном правительстве. Позднее он стал Генеральным секретарём Министерства финансов до 23 июня 2001 года, когда его назначили на должность Министра молодёжи и спорта. На этом посту он организовал проведение в Мали Кубка африканских наций 2002 года.
После избрания Амаду Тумани Туре на пост президента 14 июня 2002 года Маига стал министром экономики и финансов, войдя в правительство Ахмеда Мохаммеда аг Амани. Впоследствии в правительстве, приступившем к исполнению 16 октября 2002 года, он стал министром снабжения и транспорта.
Он оставался министром снабжения и транспорта до назначения премьер-министром 29 апреля 2004 года. После того, как Туре был приведён к присяге на второй президентский срок Маига подал в отставку 9 июня 2007 года, но Туре попросил правительство остаться на постах. После парламентских выборов в июле 2007 года Маига вновь инициировал отставку своего правительства, которую Турэ принял 27 сентября 2007 года. Туре поблагодарил его за работу на посту премьер-министра и назначил его преемником Модибо Сидибе.